# О’Коннелл, Уильям Генри
Уильям Генри О’Коннелл (англ. William Henry O'Connell; 8 декабря 1859, Лоуэлл, Массачусетс, США — 22 апреля 1944, Бостон, США) — американский кардинал. Епископ Портленда с 8 февраля 1901 по 21 февраля 1906. Титулярный архиепископ Константии и коадъютор, с правом наследования, Бостона с 21 февраля 1906 по 31 августа 1907. Архиепископ Бостона с 31 августа 1907 по 22 апреля 1944. Кардинал-священник с 27 ноября 1911, титулом церкви Сан-Клементе с 30 ноября 1911. Кардинал-протопресвитер с 24 декабря 1938 по 22 апреля 1944.